# Alcestis lunata
Alcestis lunata är en insektsart som beskrevs av Ronald Gordon Fennah 1944. Alcestis lunata ingår i släktet Alcestis och familjen Tropiduchidae. Inga underarter finns listade i Catalogue of Life.